# Ehrennadel für Verdienste um die Freundschaft der Völker
Die Ehrennadel für Verdienste um die Freundschaft der Völker war eine nichtstaatliche Auszeichnung   der Liga für Völkerfreundschaft der Deutschen Demokratischen Republik (DDR), welche 1964 in drei Stufen, Bronze, Silber und Gold gestiftet wurde. Ihre Verleihung erfolgte für die Förderung, Entwicklung und Vertiefung der freundschaftlichen Beziehungen zwischen der DDR und anderen Ländern. Im Gegensatz zu ihrem Pendant, der Medaille für Verdienste um die Freundschaft der Völker, wurde diese Ehrennadel, die ansonsten identisch mit der Medaille ist, ohne Spange getragen.

## Aussehen und Trageweise
Die bronzene, versilberte oder vergoldete Ehrennadel ist nahezu quadratisch, 34 mm breit und steht mit einer Spitze auf dem Kopf. Auf ihr ruht ein rundes Medaillon, das beinahe ganz das Quadrat, bis auf die Spitzen, einnimmt. Mittig des Medaillons ist das Symbol der Liga der Völkerfreundschaft zu sehen, ein stilisierter Globus mit Äquator und Längen- und Breitengraden mit angedeuteten verteilten Punkten. Umschlossen wird der Globus von einem Schriftring mit der Umschrift: FÜR VERDIENSTE UM DIE VÖLKERFREUNDSCHAFT DER DDR. Bis 1967 war die Ehrennadel jedoch kleiner und auch blau emailliert.